# Zhang Yangyang
Dans ce nom chinois, le nom de famille, Zhang, précède le nom personnel.
Pour les articles homonymes, voir Zhang.
Zhang Yangyang, née le 20 février 1989 à Siping, est une rameuse d'aviron chinoise.

## Carrière
Zhang Yangyang est médaillée d'or aux Jeux olympiques d'été de 2008 à Pékin en quatre de couple.